# Batavia (Montana)
Batavia es un lugar designado por el censo ubicado en el condado de Flathead en el estado estadounidense de Montana. En el Censo de 2010 tenía una población de 385 habitantes y una densidad poblacional de 82,77 personas por km².

## Geografía
Batavia se encuentra ubicado en las coordenadas 48°10′39″N 114°24′26″O / 48.17750, -114.40722. Según la Oficina del Censo de los Estados Unidos, Batavia tiene una superficie total de 4.65 km², de la cual 4.65 km² corresponden a tierra firme y (0.06%) 0 km² es agua.

## Demografía
Según el censo de 2010, había 385 personas residiendo en Batavia. La densidad de población era de 82,77 hab./km². De los 385 habitantes, Batavia estaba compuesto por el 96.1% blancos, el 0.26% eran afroamericanos, el 0.26% eran amerindios, el 0.26% eran asiáticos, el 0.26% eran isleños del Pacífico, el 0% eran de otras razas y el 2.86% pertenecían a dos o más razas. Del total de la población el 1.82% eran hispanos o latinos de cualquier raza.